# Te souviens-tu, Marianne ?
Te souviens-tu, Marianne ? Histoire de la résistante Marianne Cohn est un album pour la jeunesse écrit par Philippe Nessmann et illustré par Christel Espié, paru en 2022. Il raconte l'histoire de Marianne Cohn, résistante juive allemande tuée par la Gestapo en juillet 1944 et autrice du poème Je trahirai demain.

## Résumé
Le 31 mai 1944, alors que les rafles contre les Juifs se multiplient en France occupée, Marianne Cohn prend en charge un groupe d'une trentaine d'enfants juifs à Annecy. Sa mission : les accompagner en Suisse, où ils seront en sécurité. Le trajet se fait en camion, mais à Viry, à quelques centaines de mètres de la Suisse, des douaniers allemands arrêtent le groupe. Marianne Cohn explique que les enfants viennent de Lyon et se rendent à la colonie de vacances du Pas de l'Échelle, à Étrembrières. La directrice de la colonie dit aux Allemands qu'elle n'attend personne. Le groupe est donc conduit à Annemasse, à la prison de l'Hôtel Pax. Dans la nuit du 7 au 8 juillet 1944, une équipe de la Gestapo venue de Lyon extirpe Marianne Cohn et cinq autres résistants de leurs cellules, les conduisent à Ville-la-Grand et les massacrent à coups de pied et de pelle. Les enfants, eux, sont tous sauvés grâce à l'intervention du maire d'Annemasse, Jean Deffaugt.

## Forme du texte
Le récit prend la forme d'une lettre posthume adressée à Marianne Cohn. Dans cette complainte, l'auteur revient sur l'enfance de la résistante en Allemagne dans une famille juive non pratiquante, la fuite en Espagne en 1934 devant la montée du Nazisme, puis en France en 1936 lorsqu'éclate la guerre civile espagnole. Leurs parents étant internés au Camp de Gurs, Marianne Cohn et sa sœur Lisa sont accueillies chez les éclaireurs israélites de France. Marianne entre ensuite en Résistance à l'âge de 18 ans et aurait écrit son célèbre poème Je trahirai demain en 1943, alors qu'elle est emprisonnée à Nice. Libérée, elle remplace Mila Racine, qui vient d'être arrêtée, en octobre 1943 et commence à convoyer des enfants juifs depuis Annecy jusqu'en Suisse. C'est à l'occasion de l'un de ces convoyages qu'elle est arrêtée le 31 mai 1944,.
Dans sa lettre posthume, l'auteur demande à la résistante si elle se souvient de la petite Renée. En 1944, Renée Koenig a dix ans et fait partie du groupe d'enfants arrêté avec Marianne Cohn. Emprisonnée à l'hôtel Pax, elle survit à l'incarcération, comme tous les enfants. En 2020, au moment de l'écriture du livre, Renée Koenig (épouse Renee Bornstein (en)) a quatre-vingt-six ans et vit à Manchester. L'auteur l'interroge longuement sur son histoire familiale, la personnalité de Marianne Cohn et la période de détention,. Avec Marianne Cohn, Renée Koenig est l'autre personnage central du récit.
La question « Te souviens-tu, Marianne, de la petite Renée ? », répétée régulièrement et qui donne son titre au livre, « rappelle à la vie Marianne Cohn et ancre la jeune femme dans une existence éternelle. »

## Forme de l'ouvrage
Auteur de romans, de livres documentaires et d'albums pour la jeunesse, Philippe Nessmann s'est demandé lequel de ces trois genres littéraires conviendrait le mieux à l'ouvrage. La rencontre en 2020 avec Ilona Meyer et Caroline Drouault, éditrices aux Éditions des Éléphants a déterminé le choix de l'album.
Les illustrations de Christel Espié, alternant peintures en couleur à l'acrylique et images en noir et blanc à l'encre noire, « accompagnent subtilement ce texte fort », tout en l'adoucissant.
Un cahier documentaire illustré de photographies d'époque complète l'ouvrage.

## Distinctions
Lors de l'édition 2023 des Petits Champions de la Lecture, concours de lecture à haute voix destiné aux élèves de CM1 et de CM2, Te souviens-tu, Marianne ? est le seul album proposé aux candidats, parmi une trentaine de romans. Julia, championne de la région Bourgogne-Franche-Comté, le choisit pour en lire un passage sur la scène du théâtre de la Comédie Française, le 20 juin 2023.

Sélectionné pour le Prix des Incorruptibles 2025, pour le Prix du Roman Historique Jeunesse des Rendez-Vous de l'Histoire 2024 et pour le Prix Franco-allemand pour la Littérature de Jeunesse 2023, le livre est élu album préféré de la 18e édition de 1.2.3 albums.

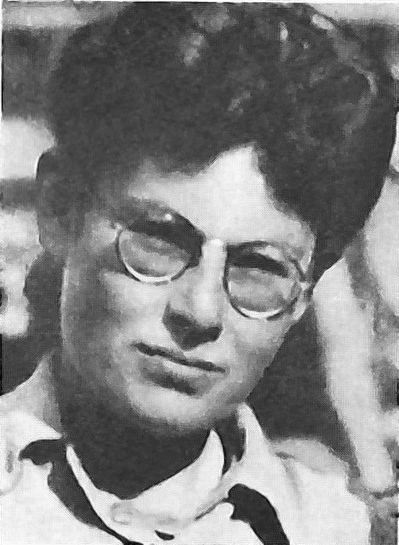
Marianne Cohn, pendant la Seconde Guerre mondiale.
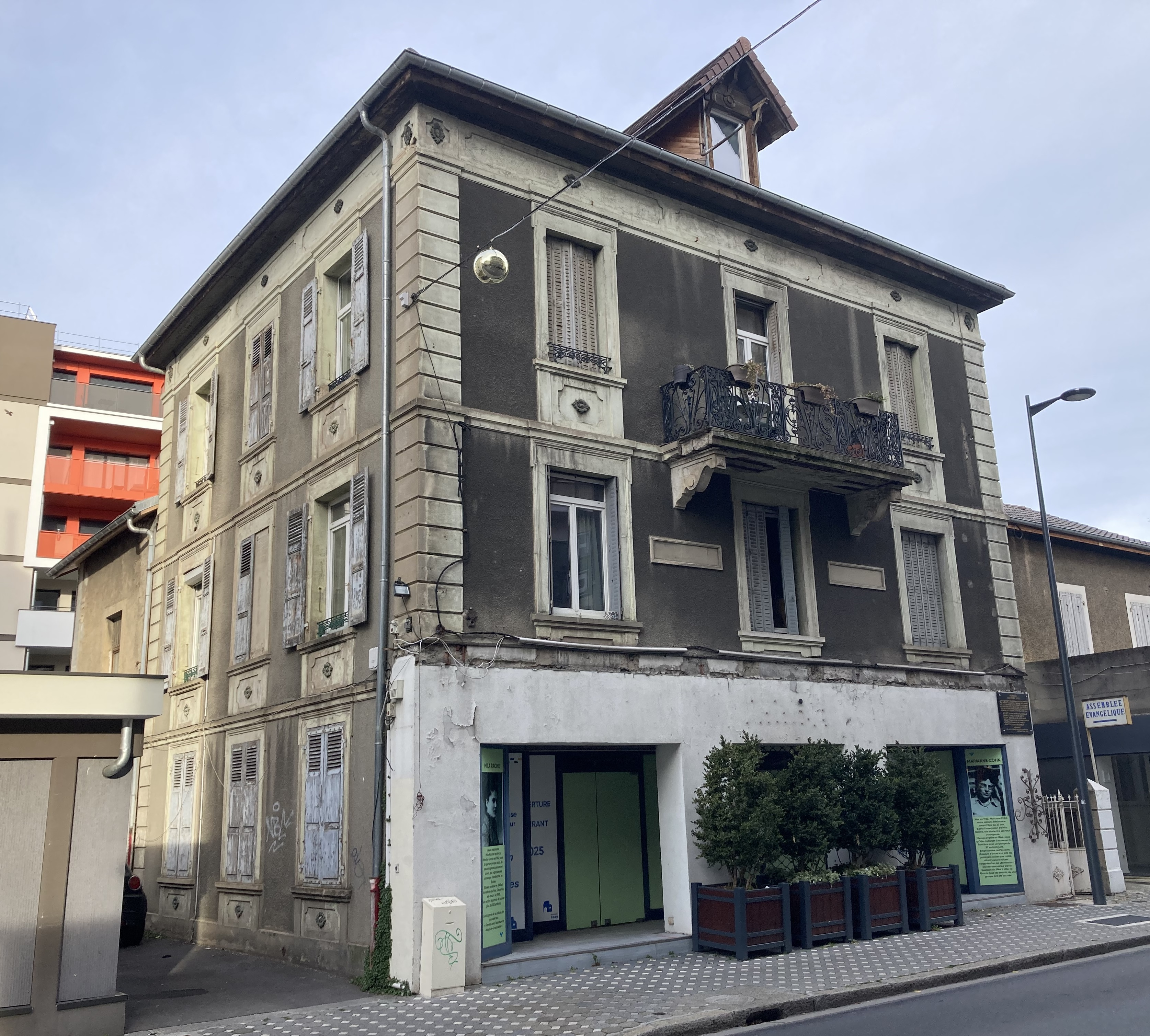
Annexe de l'hôtel Pax à Annemasse, ancienne prison de la Gestapo et futur Espace Guy-Gavard.